# Russisches Chanson

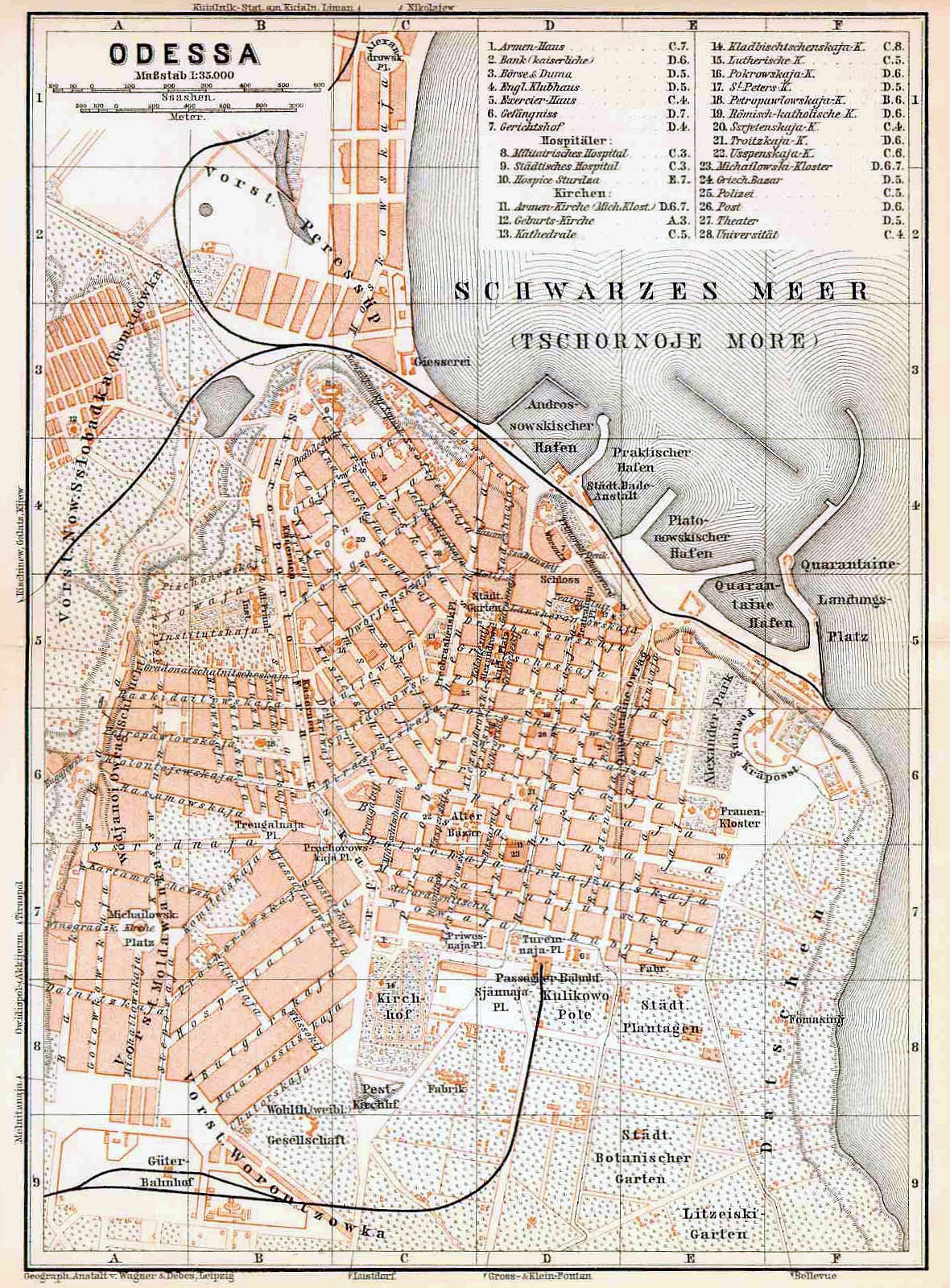
Karte von Odessa (1892)

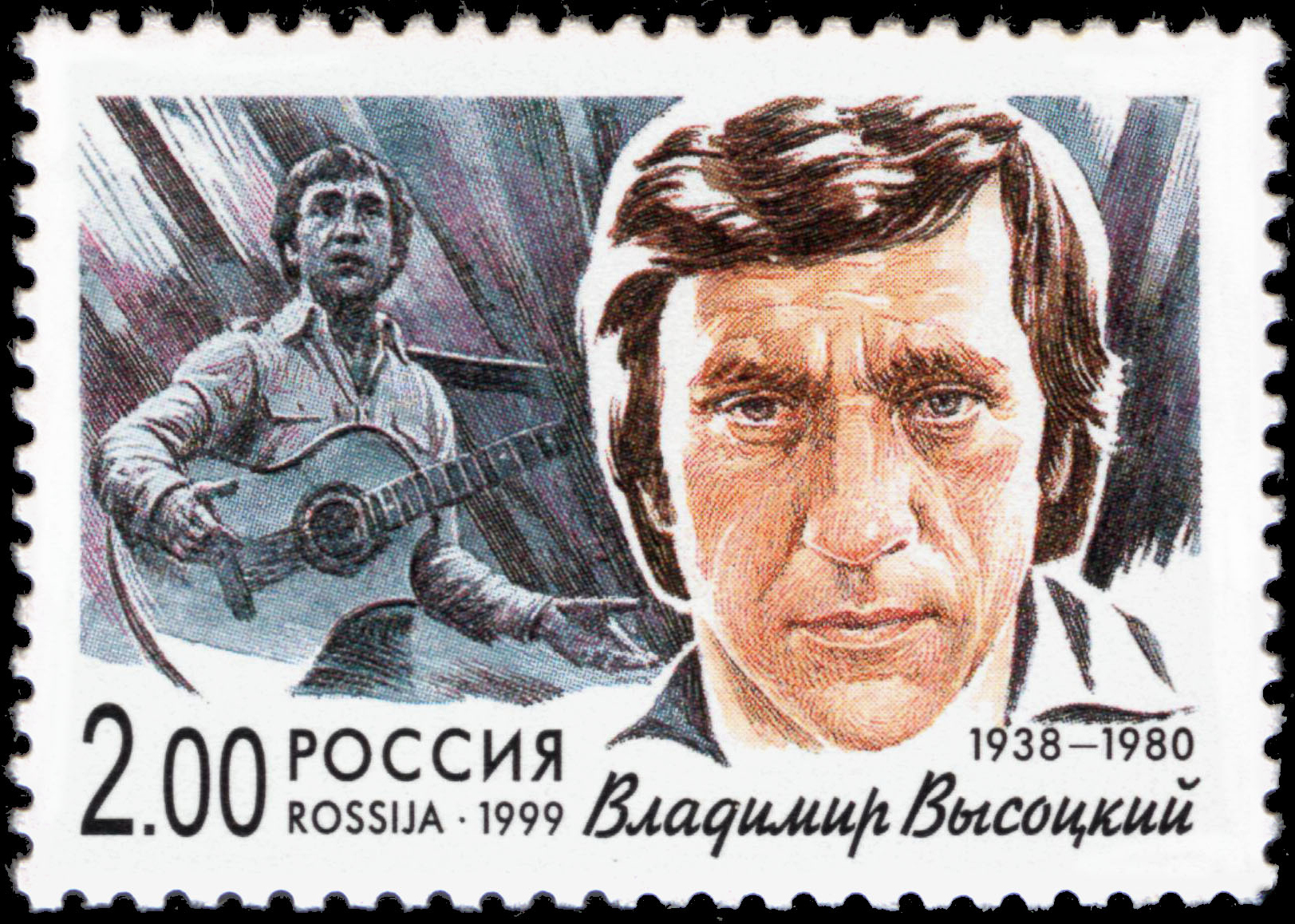
Russische Briefmarke von 1999. Motiv: der Sänger Wladimir Wyssozki

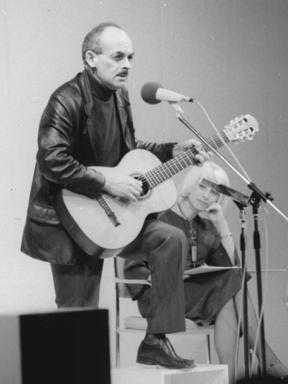
Bulat Okudschawa im Palast der Republik in Ostberlin (1976)

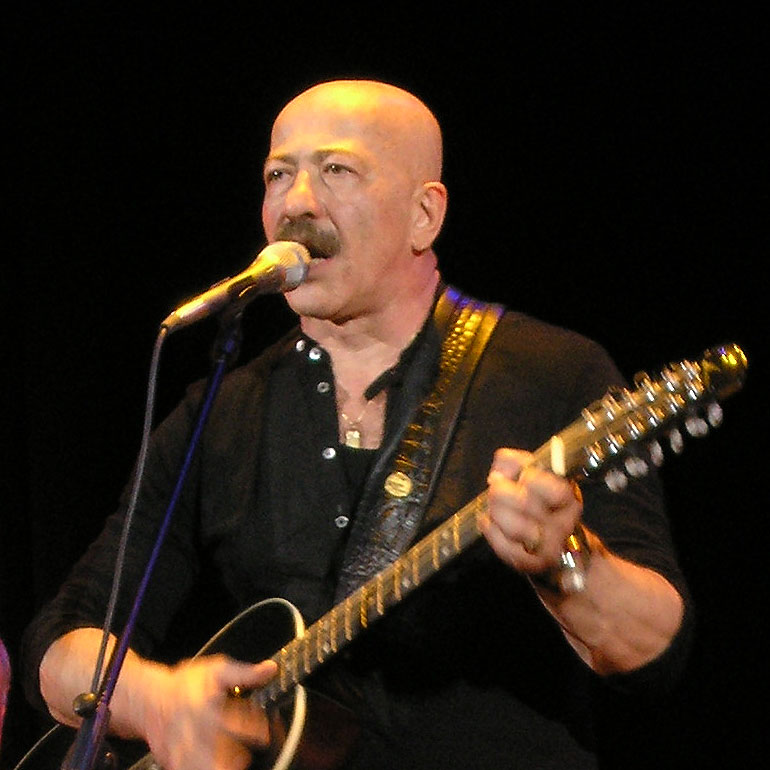
Alexander Rosenbaum (2006)

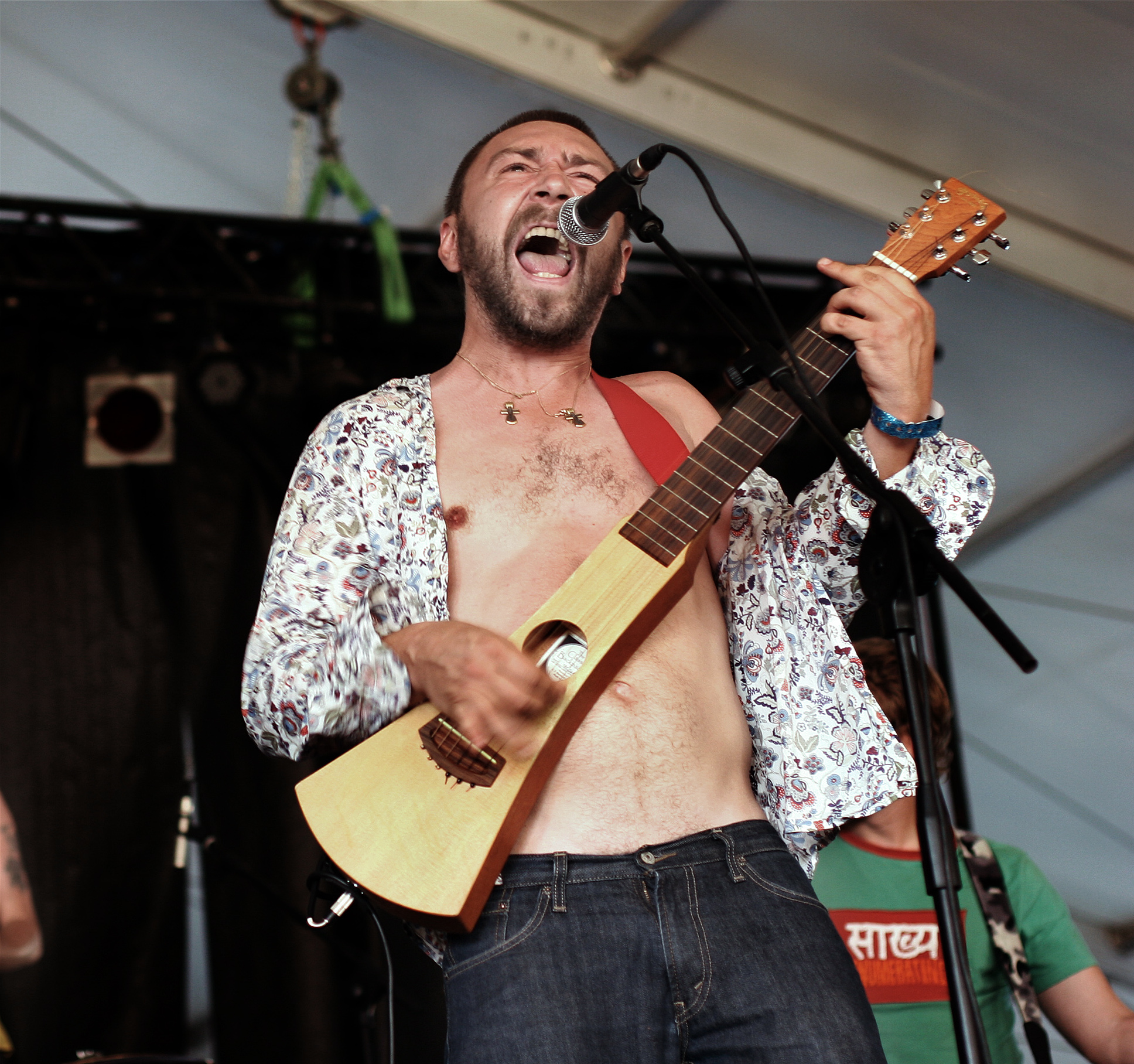
Sergei Schnurow von der Band Leningrad (2007)

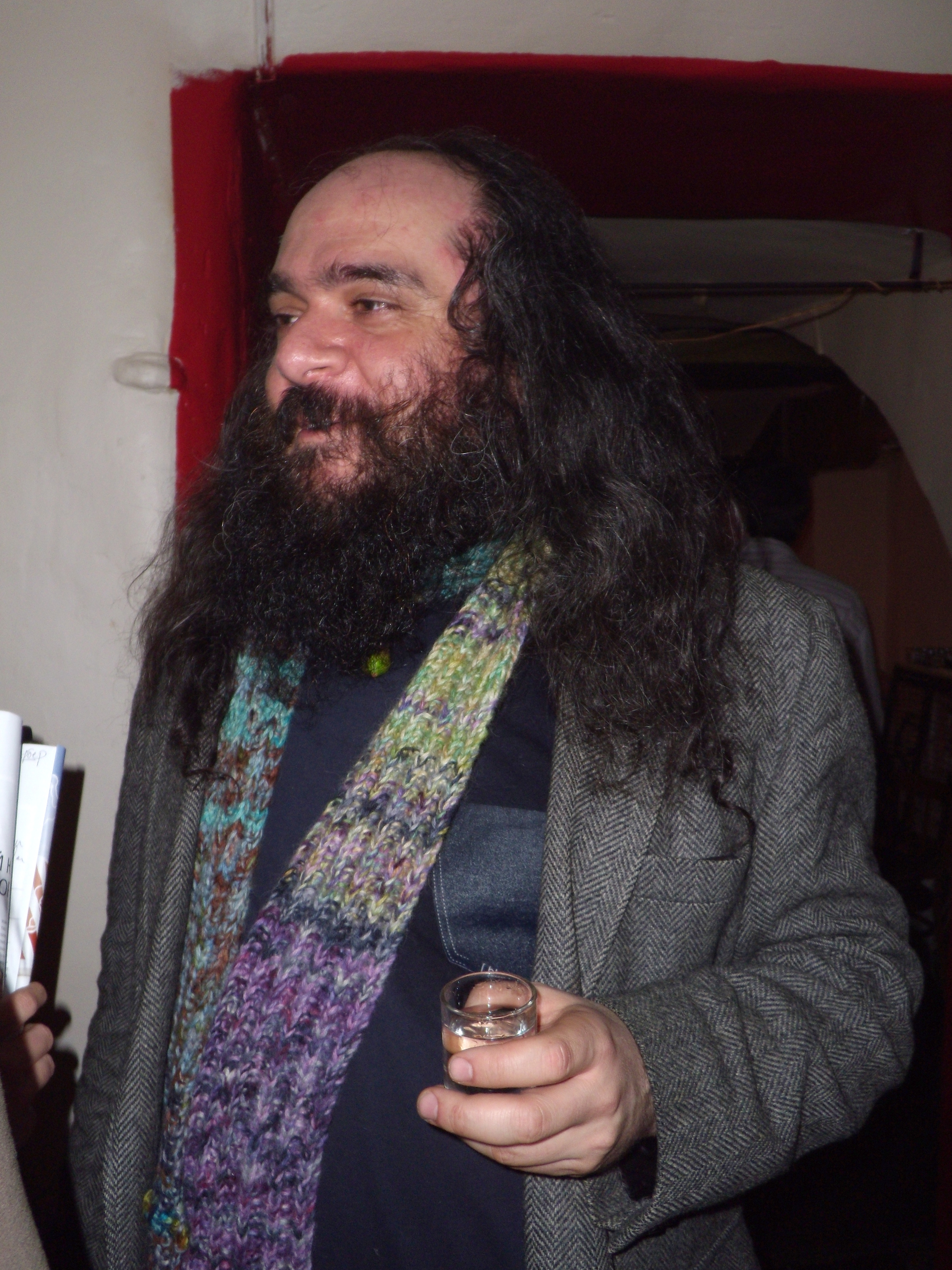
Psoi Korolenko (2009)

Das Russische Chanson (russisch русский шансон, russki schanson) ist ein eigenständiger Liedzweig innerhalb der russischen Popmusik. Es ist stark geprägt vom kriminellen Halb- und Unterwelt-Milieu seiner Entstehungszeit in der NEP-Ära und gilt bis heute als Form urbaner Folklore. Alternative, ebenfalls gebräuchliche Bezeichnungen für russische Chansons sind: Gaunerchansons, Criminal Songs oder, in Russisch, Blat-Lieder beziehungsweise Blatnyje pesni.

## Begriffserklärung und Genre
Anders als das französische, italienische oder auch deutsche Chanson hat das russische Chanson wenig mit der Tradition des französischen Lieds zu tun. Einflüsse der angloamerikanisch geprägten Singer-Songwriter-Kultur finden sich ebenfalls nur marginal. Nachhaltig geprägt wurde diese Unterhaltungsmusikform von der Kleine-Leute-, Unterwelt- und Lager-Kultur der 1920er und 1930er Jahre. Lokaler Ursprungsort ist die Hafenstadt Odessa. Während der Bürgerkriegs- und NEP-Ära verbreitete es sich von der Schwarzmeer-Küste ausgehend in die urbanen Zentren der Sowjetunion. Obwohl es ab Mitte der 1930er Jahre stark in den informellen Bereich abgedrängt wurde, genoss es als authentische Ausdrucksform städtischer Volkskultur anhaltende Beliebtheit. Seit 1990 erlebt das Genre eine Renaissance – ein Faktor, der sich unter anderem auch in Radiostationen niederschlägt, welche vorwiegend oder gar ausschließlich russische Chansons spielen.
Ein verwandtes, mit den ursprünglichen Blatnyje pesni nicht zu verwechselndes Genre sind die Bard-Songs. Musikalisch von den US-amerikanischen Folksängern beziehungsweise Singer-Songwriter beeinflusst, artikulierte sich in den 1960er- und 1970er-Jahren auch musikalisch eine systemkritische Opposition. Vergleichbar ist die aus musikalischen Autodidakten bestehende, vorwiegend von Intellektuellen getragene Bard-Bewegung am ehesten mit der der politischen Liedermacher in Deutschland. Ob das Bard-Lied ein Subgenre des russischen Chansons ist oder eine eigenständige Gattung, ist umstritten. Die meisten Darstellungen tendieren zu letzterem. Allerdings gibt es Beobachter, die beide Formen stärker im Zusammenhang sehen und eine gewisse gegenseitige Beeinflussung konstatieren – insbesondere während der Breschnew-Ära in den 1970ern.
Ebenso fließend wie die genaue Genre-Verortung sind auch die Bezeichnungen. Aufgrund ihrer Entstehung im kriminellen Milieu der Hafenstadt Odessa werden in Publikationen oft die Bezeichnungen Gaunerchansons, Ganovenchansons oder, in Englisch, Criminal Songs verwendet. Da aktuelle Interpreten für ihre Musik diese Bezugnahme oft ablehnen, hat sich als unverfänglichere Bezeichnung der Begriff Russisches Chanson durchgesetzt. Russische Bezeichnungen sind: Shanson, südliches Lied, oder – falls der Bezug auf die Tradition der Gauner- und Lagerlieder explizit in den Vordergrund treten soll – Blatnayia pesnia (Mehrzahl: Blatnyje pesni) oder auch: Blatniak; eingedeutschte Form: Blat-Lied oder Blat-Song.

## Geschichte
Die multikulturell geprägte Schwarzmeer-Hafenstadt Odessa gilt heute allgemein als der Geburtsort dieser Form des Unterhaltungslieds. Die heterogene Zusammensetzung der Bevölkerung – darunter zahlreiche Italiener sowie jüdische Neubürger aus dem umliegenden Ansiedlungsrayon – begünstigte auch kulturell einen regen Austausch. Um die Wende zum 20. Jahrhundert hatten sowohl die italienische Operette als auch der argentinische Tango Fuß gefasst. Hinzu kam die Klezmer-Musik der jüdischen Bevölkerung, Roma-Musik sowie Mode- und Volkstänze wie Foxtrott, Charleston und Polka. Während und nach dem Bürgerkrieg fassten auch Jazz-Unterhaltungskapellen zunehmend Fuß. Aus all diesen Elementen kristallisierte sich eine neue Form urbaner Folklore heraus – die sogenannten Blatnyje pesni oder Ganovenlieder.
Die meisten dieser Lieder entstanden als Gebrauchsprodukte; ihre Bewährungsprobe durchstanden sie in der Regel in Bars, Biergärten, auf Hochzeitsfeiern oder bei anderen geselligen Zusammenkünften. Die Texter waren in der Regel unbekannt, die Melodien vielfach an Volksweisen oder bekannte Schlager angelehnt. Aufgrund der mündlichen Verbreitungsweise wurden die Texte und Melodien bekannter Chansons häufig verändert. Bis weit in die 1920er-Jahre blieb Odessa die Hochburg dieser Liedform. Hier entstanden drei der bekanntesten Blat-Songs: Gop-so-smykom, Bublitschki und Murka. Alle drei werden dem Komponisten Jakow Jadow zugeschrieben; als gesichert gilt Jakows Urheberschaft allerdings nur für Murka. Weitere bekannte Lieder waren: S odesskogo kitschmana, Na Deribasowskoi otkrylas piwnaja und Limontschiki. Ein weiteres weltbekanntes Lied, das zwar nicht direkt ein Blat-Song ist, im weiteren Sinn aber einem verwandten Umfeld entstammt und später auch von einigen Blat-Interpreten adaptiert wurde, ist der jiddische Song Bei mir bistu Schein.
In den 1920er-Jahren verbreiteten sich die südlichen Lieder aus Odessa Zug um Zug über die gesamte Sowjetunion. Rückblickend gilt die NEP-Zeit als die goldene Ära der russischen Ganovenlieder – als einzige Zeit, in der sie vollwertiger Bestandteil des gängigen Unterhaltungsmusik-Spektrums waren. Die Jazz-Ensembles, die zu dieser Zeit entstanden, griffen auf das populäre Repertoire der Blat-Songs gern zurück. Einer der frühesten Platteneinspielungen von Gop-so-smykom stammt von Leonid Utjossow, einem der Stars des sowjetischen Unterhaltungsjazz. Obwohl nie ganz verboten, gerieten auch die Criminal Songs von der Schwarzmeerküste zunehmend in Konflikt mit dem anforcierten Sozialistischen Realismus der 1930er-Jahre. Mitunter führten die Wendungen in der stalinistischen Kulturpolitik zu bizarren Situationen. So wurden Utjossow und sein Ensemble anlässlich einer offiziellen Feier Mitte der 1930er aufgefordert, S odesskogo kitschmana und einige andere, vom Komitee für Kunstangelegenheiten mittlerweile verbotene Blat-Lieder zu spielen. Utjossow und andere schilderten im Rückblick, dass die Spannung im Saal sich erst löste, als Stalin, der selbst ein Fan dieser Lieder war, zu klatschen begann. Aufgrund der zunehmenden Repression gesellte sich ab Ende der 1920er ein weiterer Untertyp zu den bislang üblichen Ganovenliedern – Chansons, die vom Überleben in den nordrussischen und sibirischen Straflagern handelten wie zum Beispiel der Titel Kolyma.
Das kulturell offenere Klima, das während des „Großen Vaterländischen Krieges“ geherrscht hatte, wurde durch den beginnenden Kalten Krieg weitestgehend zunichtegemacht. Eine wichtige Wegmarke war die Ende der 1940er-Jahre einsetzende Kampagne gegen den Kosmopolitismus. Die „südlichen Lieder“ blieben jedoch im kollektiven Gedächtnis und lebten im informellen Bereich fort. Dort verblieben sie bis zum Ende der Sowjetunion. Total war die Zensur allerdings zu keinem Zeitpunkt: Ob Blat-Songs oder Blat-ähnliche Songs auf Tonträger gepresst wurden, hing oftmals vom Eifer und der Effektivität der örtlichen Kontrollbehörden ab. Als Mittel, die allgegenwärtige Knappheit an Material und Technologie zu umgehen, etablierten sich in den 1950er- und 1960er-Jahren „Tonträger auf Rippen“ – Schallplatten, die man aus alten Röntgenaufnahmen herstellte. Ende der 1960er, Anfang der 1970er kam eine weitere Verbreitungsform hinzu: Tonbandaufnahmen. Von findigen Untergrund-Produzenten initiiert und via Kopie und Weiterkopie verbreitet, sorgten sie dafür, dass die offiziell nicht produzierte Musik den Weg zu ihrem Publikum fand.
Auf unterschiedliche Weise von den entstandenen Untergrund-Vertriebswegen abhängig waren auch die beiden bedeutendsten Blat-Interpreten der 1970er – Wladimir Wyssozki und Arkady Severny. Wyssozki konnte als über die Sowjetunion hinaus bekannter Sänger und Schauspieler zumindest halbwegs an den offiziellen Vertriebsstrukturen partizipieren. Stilistisch wird der von vielen als „größter Chansonnier Russlands“ gewertete Wyssozki mehreren Stilgattungen zugeschlagen: Einige sehen ihn als Interpret der offiziellen Unterhaltungsmusik, der Estrada. Andere rechnen ihn dem Bard zu. Wieder andere sehen ihn, zusammen mit Sewerny, als bedeutendsten Interpreten des Blat-Chansons. Während Wyssozkis Einordnung uneindeutig ist, wird der ungefähr gleichaltrige, in Leningrad geborene Arkady Severny als der große, innovative Gaunerchanson-Künstler des spätsowjetischen Musikundergrounds gewertet. Ein weiterer Unterschied: Anders als Wyssozki, dessen Chansonaufnahmen entweder mit regulärem Unterhaltungsensemble oder aber nur mit Gitarrenbegleitung eingespielt wurden, arbeitete Sewerny bei seinen zwischen 1972 und 1980 entstandenen Tonbandalben oft mit improvisierten Wohnzimmerkombos zusammen. Ergebnis: ein stark jazzgeprägter Sound, der gelegentlich als Blat-Jazz bezeichnet wird. Weitere Künstler aus dieser Ära sind: Kostja Beljajew und der aus Odessa stammende Igor Erenburg.
Texte, Musik und Lebensweise der auch als „rote Dandies“ bezeichneten Blat-Sänger der Breschnew-Jahre ähnelten in vielem der der US-Beatniks. Das Titelstück eines bekannten Tonbandalbums von Arkady Severny lautete Anascha – ein russisches Slangwort für Haschisch. Die in den 1960er-Jahren aufkommende Bard-Bewegung unterschied sich von den hedonistischen Underground-Blatsängern in mehrerlei Hinsicht: Ihre Träger waren Intellektuelle. In musikalischer Hinsicht oft Autodidakten, richteten sie sich vorwiegend an ein gebildeteres Publikum. Während die Blat-Interpreten der 1970er-Jahre vorwiegend persönliche und kreative Freiräume suchten, ging es den Bard-Interpreten um politische Kritik. Anders als die Blat-Sänger und ähnlich wie westliche Liedermacher begleiteten sich die Bard-Interpreten vorwiegend auf der Gitarre. Als Hauptinterpreten dieser Richtung gelten Bulat Okudschawa und die von ihm beeinflusste Schanna Bitschewskaja. Auch bei den Bard-Interpreten gab es unterschiedliche Nuancierungen – etwa stärker lyrisch orientierte oder satirische. Viele von ihnen, darunter auch Okudschawa, verstanden sich allerdings als Sprachrohr jener Schichten, die mehr Bürgerrechte oder allgemein einen Systemwandel einforderten. Obwohl das Interesse am Bard-Lied nach dem Ende der Sowjetunion zurückging, erfüllt diese Form nach wie vor eine soziale Funktion – insbesondere als Informations- und Kommunikationsmittel der in aller Welt lebenden exilrussischen und exiljüdischen Gemeinden. Weitere, zum Teil bis heute aktive Bard-Künstler sind: das Ehepaar Sergej und Tatjana Nikitin, Alexander Rosenbaum, Alexander Dolski, Alexander Gorodnitski, Alexander Galich, Juriy Garin, Galina Komschik, Juriy Wisbor und Oleg Mityaev.
Mit der Perestroika und dem Zerfall der Sowjetunion erlebte auch das russische Chanson einen neuen Aufschwung. Die alten Vertriebsbeschränkungen waren mit dem Fall des Eisernen Vorhangs obsolet geworden. Seit Anfang der 1990er bildete sich Zug um Zug ein privatwirtschaftlich organisierter Markt für russische Popmusik heraus, auf dem alle wichtigen Hauptgenres präsent sind: die Estrada-Unterhaltungsmusik aus Sowjetunion-Zeiten, volkstümliche Musik, Rock & Pop „made in Russia“ und aktueller Disko-Pop (die sogenannte Popsa). Mittlerweile hat sich auch eine neue Chansonszene herauskristallisiert. Anders als bei den klassischen Criminal Songs tritt der Halbwelt-Aspekt (insbesondere Ausdrücke aus dem russischen Gossenjargon Mat) stark in den Hintergrund. Gefragt sind vielmehr eingängige Darbietungsformen und Songinhalte, die für ein breiteres Publikum akzeptabel sind. Darüber hinaus gab es in den letzten Jahren auch gegenläufige Trends: junge, großstädtische Underground-Bands, welche die rebellischen Impulse dieser Musik stärker in den Vordergrund stellten und sie mit zeitgemäßen Stilen wie zum Beispiel Rock, Punk oder Ska mischten.

## Medien und Künstler
Nach wie vor ist der russische Musikmarkt stark von informellen Strukturen, Verbindungen zur organisierten Kriminalität und Musikpiraterie geprägt. Andererseits sind nach dem Fall des Eisernen Vorhangs zahlreiche neue Vertriebsstrukturen entstanden. Auch im russischen TV sind Chansoninterpreten durchaus präsent. Allerdings ist der russische Popmarkt bislang vor allem ein Binnenmarkt. Während Popmusik-Produkte aus dem Westen durchaus ihren Weg zum russischen Publikum finden, findet eine Distribution in die umgekehrte Richtung bislang allenfalls in Ansätzen statt. Von dieser Markt-Grundstruktur betroffen ist auch das russische Chanson. Einerseits genießen Künstler und Medien eine weite Verbreitung. Kopierte Medien, Download-Portale, Internet-Radio sowie bei YouTube und anderen Plattformen eingestellte Video-Filme sind als Medienformen jedoch noch bedeutender als in westlichen Ländern. Auf die Verbreitung von russischen Chansons haben sich vor allem einige Radiostationen versiert. Die bekannteste ist Radio Chanson – ein Sender, der im Jahr 2000 an den Start ging und sich den unterschiedlichen Sparten des russischen Chansons widmet. Klassische Blat-Lieder oder Neuauflagen in diesem Stil füllen allerdings nur Nischenprogramme. Um ein breiteres Publikum als Hörerschaft zu halten, wird ein Großteil des Programms von schlager- oder popmusikähnlichen Produktionen dominiert.
Im öffentlichen Bewusstsein nimmt das moderne russische Chanson unterschiedliche Rollen und Formen ein. Als Genre ist das russische Chanson mittlerweile integraler Bestandteil der russischen Popkultur. Dies schließt explizit auch klassische Blat-Lieder ein wie beispielsweise Murka oder Gop-so-smykom. Andererseits kam es auch nach dem Ende der Sowjetunion zu Behinderungen. So verhängten offizielle Regierungsvertreter und Behörden in mehreren Fällen Verbote, Blat-Sender oder Blat-Musik in Taxis zu spielen. Auf der anderen Seite sind eine Reihe Blat- und Bard-Interpreten deutlich auf Distanz gegangen zu den rebellischen Wurzeln ihrer Musik. Der 2002 von Unbekannten erschossene Sänger Michail Krug (bekannter Hit: Vladimirsky Central) beispielsweise propagierte in den 1990er-Jahren großrussische Parolen sowie ein konservativ-antifeministisches Frauenbild. Der bekannte Bard-Sänger Alexander Rosenbaum schloss sich Putins Partei Einiges Russland an und vertrat diese 2003 bis 2008 als Duma-Abgeordneter. Schanna Bitschewskajas neuere Lieder sind von religiösen und patriotischen Motiven geprägt. Darüber hinaus wird die Szene stark von Re-Emigranten geprägt. Starke Popularität genießt der teilweise in den USA lebende Sänger Michail Schufutinski. Weitere Vertreter des aktuellen russischen Chansons: Michail Gulko, Grigori Leps, Irina Krug, Alexander Novikow, Katerina Golitsina und die Formation Lesopowal.
Eine andere Interpretationsweise ist in den letzten Jahren in der Independent-Rock- und Clubszene sowie unter einzelnen Interpreten entstanden. Sie betont vor allem den dissidenten, ursprünglichen Charakter dieses Liedguts und betrachtet es teilweise als eine originär-russische Form der Rock-’n’-Roll-Kultur. International bekannt wurde vor allem die Gruppe Leningrad um den Sänger Sergei Schnurow. Weitere Formationen, die die Tradition der Criminal Songs aufgreifen und mit modernen Stilen wie Klezmer, Ska und Punk verbinden, sind La Minor, Golem! (New York), Gogol Bordello, VulgarGrad (Australien), Apparatschik und Rotfront aus Berlin sowie Sänger wie Psoi Korolenko und Alexei Kortnew.

## Medienresonanz und Kritik
In Russland sowie benachbarten Ländern sind die Stars und Interpreten des russischen Chansons auch medial stark präsent. Im Internet finden sich sowohl professionell gestaltete Künstler-Webseiten als auch zahlreiche, von Fans angelegte Infoseiten. Die Berichterstattung in den Print-Medien trägt der Beliebtheit des Genres ebenfalls Rechnung. Im westlichen Ausland geben meist Auftritte einschlägiger Künstler den Anlass ab, um über das russische Chanson zu informieren. Die englischsprachige Informationsplattform Russia Profile beschrieb die aktuelle russische Chansonszene in einem Onlinemagazin zur aktuellen russischen Kultur im Sommer 2011 recht wohlwollend: „Lieder in russischer Sprache, bekannt als Blatniaks, erfreuen sich in Russland großer Beliebtheit. Man hört sie an Taxiständen und in Bierzelten sowie auf Radio Chanson – einer Station, die für sich reklamiert, acht Millionen Hörer zu haben. Die Texte sind ein wichtiger Bestandteil. Sie behandeln das Leben im Gefängnis, die Liebe oder einfach die grausame Ironie des Schicksals. Die Worte sind sentimental, aber angereichert durch den jahrzehntelang gewachsenen Slang der kriminellen Unterschicht.“
Den Zusammenhang zwischen Chansonbegeisterung und der gesellschaftlichen Situation im aktuellen Russland problematisierte die Historikerin Marina Aptekman in einem Beitrag für den US-amerikanischen Russlandforschung-Informationsdienst Johnson’s Russia List. Die in den Criminal Songs stattfindende Romantisierung des Verbrechens dokumentiert nach ihrer Aussage Machtumwälzungen, die sich im neuen Russland vollzogen haben. Aptekman: „Die Leute mit einer kriminellen Vergangenheit haben aktuell eine sehr stabile und starke Präsenz. Sie zahlen, um die Songs, die sie selbst gerne hören, zu fördern. Darüber hinaus ist das Interesse an kriminellen Metaphern in der Welt der russischen Kriminellen ein Teil des Interesses an den Dingen allgemein und somit ein Ausdruck der aktuellen Verhältnisse.“
Kritisch mit der neuen russischen Chansonszene ins Gericht ging auch der deutsche Buchautor Uli Hufen. Hufen veröffentlichte 2010 einen Buchtitel über die Geschichte der Blat-Songs (Das Regime und die Dandys. Russische Gaunerchansons von Lenin bis Putin). Inhaltlich konzentrierte es sich stark auf die Interpreten der 1970er-Jahre – insbesondere die beiden Epigonen Arkady Severny und Kostja Beljajew. Das Eindringen von Gangsterjargon-Versatzstücken in den offiziellen Raum konstatierte Hufen ebenfalls; ein bekanntes Beispiel sei das Putin-Statement, man werde die tschetschenischen Terroristen notfalls „im Scheißhaus kaltmachen“. Hufens Einschätzung nach ist der kriminelle Background moderner Chansons allerdings nur aufgesetzt. Sein Fazit: „Kurz gesagt: Russische Chansons sind bereinigte Gaunerlieder. Sie erschrecken die geneigten Hörer weder durch Lo-Fi-Produktion noch durch schlimme Worte und Gedanken. Es sind Blat-Lieder ohne Blat. Gaunerlieder ohne Gauner. Thrill ohne Gefahr. Abenteuer ohne schmutzige Hände.“ Anlässlich des Erscheinens von Hufens Buch wiesen mehrere Feuilletonbeiträge auf den Umstand hin, dass es auch in der Sowjetunion mehr gegeben habe als lediglich Tristesse. Die Wochenzeitung Freitag schrieb: „Manche Kulturen schaffen steinerne Götzen, um sich ihr Gedächtnis zu bewahren, andere errichten Kirchen oder speichern Erinnerungen auf Datenträger. In der Sowjetunion erfüllte ein lebendiges Medium die Aufgabe der Selbstvergewisserung, der Gesang. Das Rad der Freiheit stand auch in jenen Jahren nicht still, die aus westlicher Sicht als bleiern und starr galten. Arkady Severny sah in den Straßen der Hauptstadt damals nichts als Untote, die aber – ganz verboten – nach Dope duften, wie in seinem genialen Haschisch-Lied ‚Anascha‘ zu hören ist.“